# Амор Букић
Амор Букић (Бања Лука, 20. јул 1955) бањалучки је правник. Садашњи је судија Уставног суда Републике Српске. Бивши је главни републички тужилац и адвокат.

## Биографија
Амор Букић је рођен 20. јула 1955. године у Бањој Луци, ФНРЈ. У родном граду је завршио основну и средњу школу. Правни факултет у Бањој Луци је уписао 1974, а дипломирао на истом 1978. Правосудни испит је положио у Сарајеву априла 1980. године. У Основном суду Бања Лука био је судија од септембра 1981. до маја 1986. када прелази у Републички секретаријат унутрашњих послова СР БиХ — Центар јавне безбједности Бања Лука — Служба државне безбједности гдје је радио као млађи инспектор. Маја 1987. прелази у Управу СДБ у Сарајеву гдје је радио до септембра 1991.
Од септембра 1991. до 1. априла 2003. радио је као адвокат у Бањој Луци. Након што га је именовао Високи судски и тужилачки савјет Босне и Херцеговине, почев од 1. априла 2003. до 1. августа 2011, радио је као главни републички тужилац Републичког тужилаштва Републике Српске. Био је члан Предсједништва Удружења правника Републике Српске и Предсједништва Савеза удружења правника Србије и Републике Српске.
За судију Уставног суда Републике Српске из реда Осталих изабран је у јуну 2012.